# Huornasrivier
De Huornasrivier  (Huornášjohka) is een rivier die stroomt in de Zweedse  gemeente Kiruna. De Huornasrivier verzorgt de afwatering van het meer Huornasmeer. Ze stroomt naar het zuiden weg en levert haar water aan het 8 hectare grote meer Sparromeer. Ze is 2 kilometer lang.
Afwatering: Huornasrivier → (Sparromeer) → Reasskarivier → (Reaskkameer) → 
(Noordelijk Vuolusjärvi) → (Zuidelijk Vuolusjärvi → Torne → Botnische Golf